# Plesiocystiscus josephinae
Plesiocystiscus josephinae е вид коремоного от семейство Cystiscidae.

## Разпространение
Видът е ендемичен за Сао Томе и Принсипи.